# 刺葉非洲蘇鐵
刺葉非洲蘇鐵（學名：Encephalartos ferox）是澤米鐵科非洲蘇鐵屬的物種，原產於非洲東南沿岸地區。是非洲蘇鐵屬最廣為栽培的物種。

## 分佈
刺葉非洲蘇鐵分佈於莫桑比克南部及南非納塔爾省的森林邊緣的沙丘或沿海灌叢中。 